# 甘薯 (薯蕷屬)
甘薯是薯蕷科薯蕷屬的植物。其块茎可作山药食用，但尺寸小于参薯块茎且一般有刺。

## 形态
多年生缠绕草质藤本；有卵圆形块茎；每株5～10个；宽心形叶子互生，叶柄基部有刺；初夏开花，穗状花序单生；三棱形蒴果；圆形种子有翅。
甘薯的根分为三种：须根呈纤维状；有根毛，根系向纵深发展，一般在30厘米的土层内，吸收水分和养分；柴根粗约1厘米．可长达40厘米，是须根在生长中因土壤干旱、高温、通气不良等因素，发育不全形成的畸形肉质根；块根是储藏营养的器官，是食用的部分，在5～25厘米的土层中，先伸长，然后长粗。

## 生态
甘薯生长的中后期，气温由高转低，昼夜温差大，则有利于块根的生长；甘薯属喜光的短日照植物，茎叶利用光能时间长，效率高；茎叶生长期长，块根积累养分就多；甘薯的根系发达，比较耐旱。

## 分布
起源自東南亞和美拉尼西亞。主要分布在东南亚以及华南地区的广西、海南等地。

## 别名
甘薯別名甜薯，亦即西晋嵇含《南方草木状》中所载的「甘藷」或「甘」，据农学家丁穎考证，是薯蕷科的甘薯(Dioscorea esculenta)。但旋花科的番薯也被称作甘薯。

## 亞種

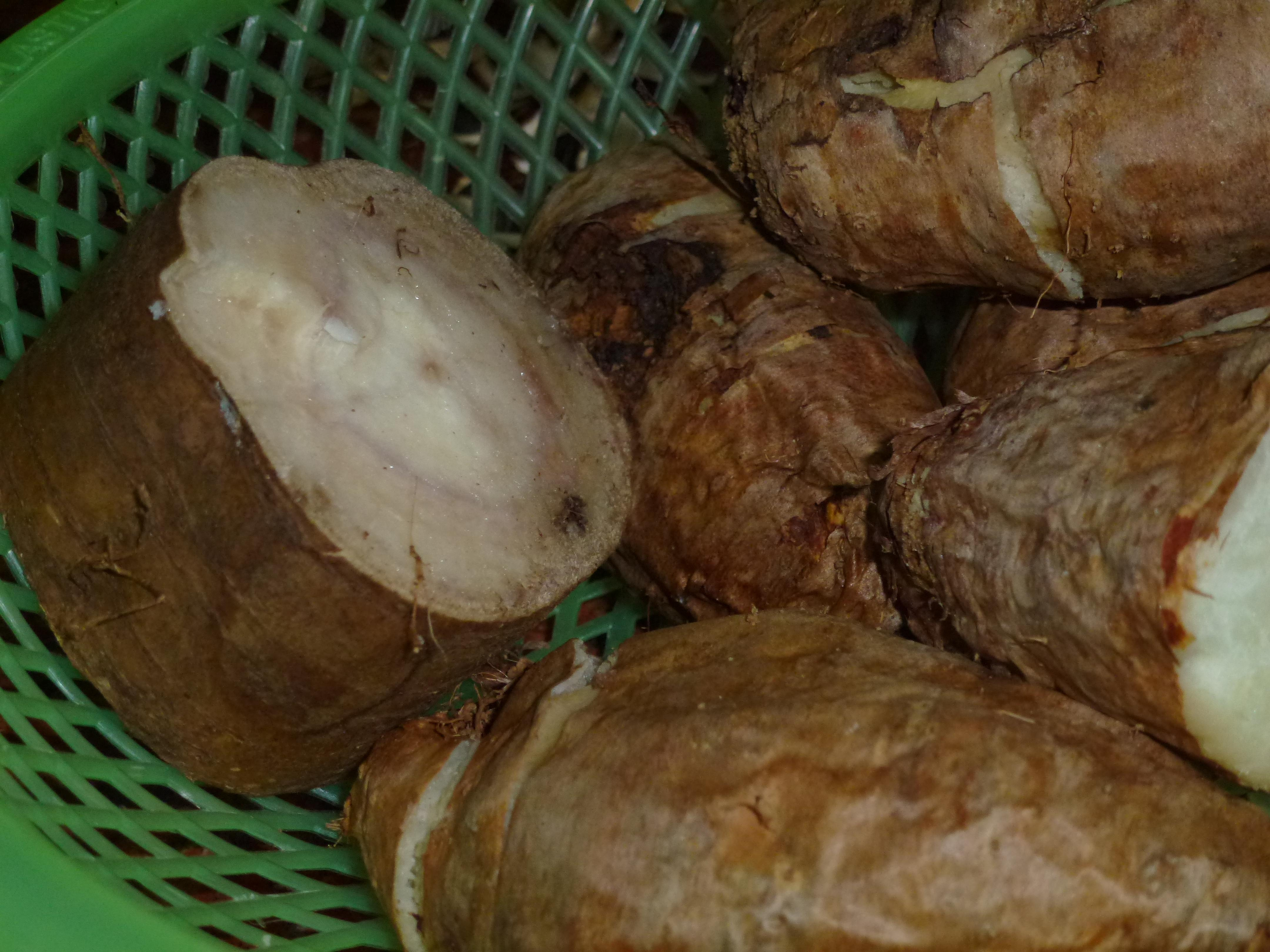

- 刺薯蕷（Dioscorea esculenta (Lour.) Burk. var. spinosa (Roxb.) Knuth[1]）